# Kleobis och Biton

Den franske konstnären Thomas Blanchet målade cirka 1650 Kleobis och Biton. Nationalmuseum.

Kleobis och Biton var i grekisk mytologi söner till Heras prästinna i Argos.
Då deras moder (vars namn var antingen Theano eller Kydippe) en gång skulle fara till gudinnans tempel men dragdjur fattades, spände sig hennes söner för vagnen och drog den. Modern bad då att de för sin ömhet skulle beskäras den högsta lycka gudarna kunde skänka, varpå Hera lät dem dö i sömnen. Av Kleobis och Biton uppreste argiverna bildstoder i Delfi.